# Municipio de Allen (Pensilvania)
El municipio de Allen  (en inglés: Allen Township) es un municipio ubicado en el condado de Northampton en el estado estadounidense de Pensilvania. En el año 2000 tenía una población de 2.630 habitantes y una densidad poblacional de 91.5 personas por km².

## Geografía
El municipio de Allen se encuentra ubicado en las coordenadas 40°42′30″N 75°30′00″O / 40.70833, -75.50000.

## Demografía
Según la Oficina del Censo en 2000 los ingresos medios por hogar en la localidad eran de $54,464 y los ingresos medios por familia eran $59,702. Los hombres tenían unos ingresos medios de $41,219 frente a los $27,930 para las mujeres. La renta per cápita para la localidad era de $23,859. Alrededor del 1,7% de la población estaban por debajo del umbral de pobreza.